# منتخب الجبل الأسود لكرة القدم للسيدات
منتخب الجبل الأسود الوطني لكرة القدم للسيدات هو ممثل الجبل الأسود الرسمي في المنافسات الدولية في كرة القدم في فئة كرة القدم للسيدات.